# ゲリマンダー

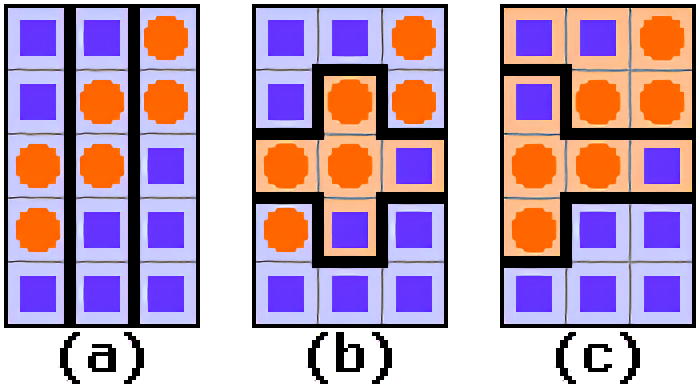
青党支持者■と赤党支持者●がそれぞれ3：2の割合で存在するとする。
(a)の区割りでは青党が全勝し、赤党は代表を出すことができない。
(b)の区割りでは多数派の青党が議席でも多数となり、かつ赤党も代表を出すことができる。
(c)の区割りでは少数派の赤党が議席では多数となる逆転現象が起きる。この(c)の状態を意図的に作るべく区割りが行われたのであればゲリマンダーである。

ゲリマンダー（英語: Gerrymander [ˈdʒɛriˌmændər]）とは、選挙において特定の政党や候補者に有利なように選挙区を区割りすることをいい、本来的にはその選挙区割りが地理的レイアウトとして異様な場合を指している。ゲリマンダリング（英: Gerrymandering）とも呼ばれる。英語での発音はジェリマンダーであり、jerrymanderと綴られることもある。

## 概要

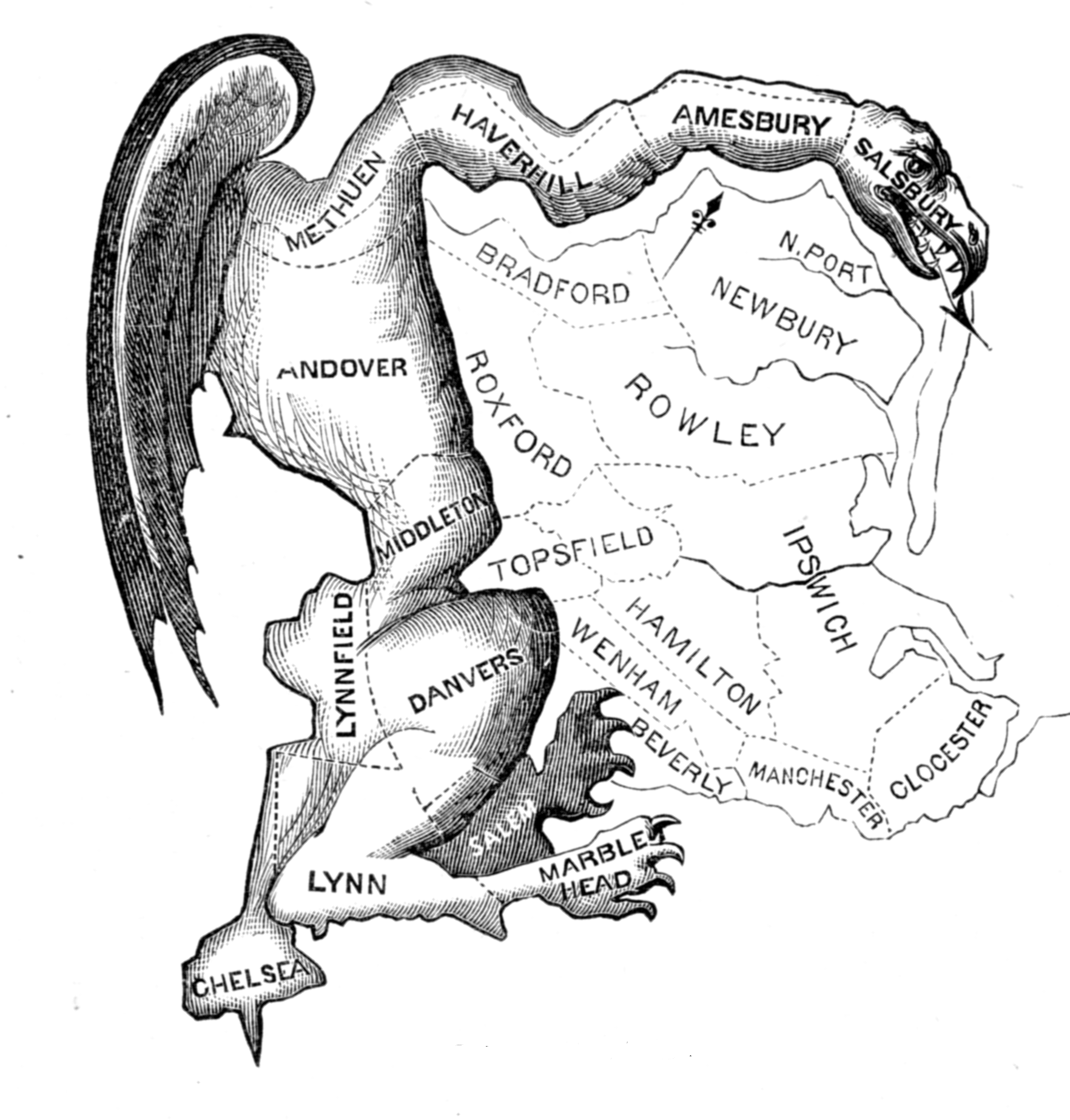
サラマンダーになぞらえられているエリアが一つの選挙区を構成する

一選挙区から一人しか当選しない小選挙区制を採用している場合、特定の政党に投票する傾向の強い地区を分割し、別の政党に投票する傾向が強い選挙区にその分割した地区を吸収させることで、特定の投票を無効化することができる。ゲリマンダーは、主要政党が合意の下で互いにそれぞれの候補に有利になるよう選挙区を分割すること。これによって安定選挙区を作り出し、毎選挙における流動性を低下させることが企図されることがある。
1812年、アメリカ合衆国（米国）マサチューセッツ州のエルブリッジ・ゲリー知事が自分の所属する政党に有利なように選挙区を区割りした結果、幾つかの選挙区が不自然な形となった。そのうちの一つがサラマンダーのような異様な形をしていたことから、ゲリーとサラマンダーを合わせた造語「ゲリマンダー」が生まれた（左絵参照：サラマンダーになぞらえられているエリアが一つの選挙区を構成する）。

## ゲリマンダーの手法
ゲリマンダーの手法としてはまず、一票の格差を意図的に上下させることが挙げられる。例として、地方保守層が主な支持層の場合などは、都市部の一選挙区当たり有権者数を大きくすることで、都市部の一票を薄める手法が用いられる。
一票の格差を用いずに、特定の政党に有利な区割りとして用いられる手法の例としては、特定の政党の支持者が多い地域を統計的に明らかにし、対立政党の支持者が多い地域をなるべく少数の選挙区に詰め込んでしまうことにより、それらの選挙区での勝利を諦める代わりに、それ以外の選挙区で自党がギリギリ勝利するようにする方法が挙げられる。つまり、自党が敗北する選挙区では自党支持者の死票を最小限に抑え、自党が勝利する選挙区では対立候補の死票を最大限に増やすように区割りする。このため、自党と対立政党との間の、得票から議席への変換効率に差が生じ、各党の議席占有率を操作することが出来る。

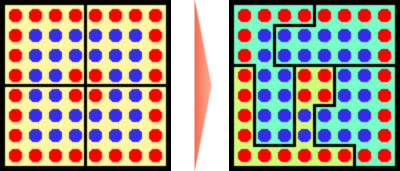
選挙区割りを変えることで一方の側に有利な選挙結果を生み出す例。左図の区割りでは、4つの選挙区とも赤党と青党が均衡している。この区割りを右図のように変えることで、3つの選挙区で青党が勝利し、赤党は1区だけしか勝てないよう操作できる。

例えば、二大政党の選挙で有権者が10万人、内訳として与野党の支持者が5万人ずついるエリアを、有権者が2万5000人ずつの4つの小選挙区に分割する場合、与野党で2議席ずつを分け合うのが自然である。しかし、1つの選挙区に野党支持者を2万5000人集中させることができれば、その選挙区では完全に敗北するものの、残りの3選挙区の有権者には、与党支持者があわせて5万人いて、野党支持者があわせて2万5000人しかいないことになるため、残りの3議席を与党が全て獲得することを期待できる。この際には敵対政党が強い選挙区を分割して他の選挙区に吸収する手法を「クラッキング（分割）」、敵対政党の支持者が多い地域を一つの選挙区に「パッキング（詰め込み）」して周辺の選挙区を自党に有利にする手法が行われることがある。
この理は、一番極端な場合で、有権者が16万0008人として、与党支持者が6万0006人、野党支持者が10万0002人の場合にも同様に適用でき、そのときには、3/8の支持を得ているに過ぎない与党が6議席（与党支持者1万0001人に対し野党支持者1万人）、5/8もの支持を得ている野党が2議席（与党支持者0人に対し野党支持者2万0001人）となる。しかも、各選挙区の有権者数は2万0001人と平等であり、一票の格差は見られない。
すなわち、選挙区割りをコントロールすることができる政党が、実際の支持者の割合と乖離した有利な結果を得ることができることになる。小選挙区で政党が二つしかなく、片方の政党が選挙区割りを完全にコントロールできる場合、一票の格差を用いなくても、片方の政党の議席占有率を支持率の2倍近くにすることができる。

## 事例

### アメリカ合衆国
小選挙区制が一般的なアメリカ合衆国では、選挙区の区割りは原則として各州の州法が定める手続きによって行われる。州議会選挙の区割りはもとより、連邦下院選挙の区割りも一義的には州によって行われる。そのため、州政界の動向によってゲリマンダー（の疑い）がしばしば発生する。米国では社会階級や民族・人種の違いで居住区が分かれており、その違いが投票傾向に反映される傾向が強い。このため地域と投票傾向に相関性があり、小選挙区制における選挙区割りを操作することにより投票結果を操作することが可能となり、特定の政治勢力を有利にすることができる。
アメリカ議会調査局によると、下院で定員が複数割り当てられている44州のうち33州で区割りは州議会主導で決められており、政治家の利害や意向によるゲリマンダーを防ぐため、独立組織で区割りを決める改革運動も起きている。アメリカ合衆国上院は定員が各州2人と定められているため、ゲリマンダーは生じない。
例えば、南北戦争後の1870年代、南部再建が終了して連邦軍が撤退した後のアメリカ合衆国南部諸州では、奴隷身分から解放され市民権を得たはずの黒人（アフリカ系アメリカ人）が政治権力を持てないよう、ゲリマンダーを始めとする様々な術策が用いられた。1960年代に入ると公民権運動によって連邦議会と連邦最高裁判所の介入が強化されて人種的少数派が不利となる区割りが禁止された。以降は逆に人種的少数派を当選させるために、地理的には散在する少数派の多い地域を人工的に一選挙区にまとめることで非白人議員の当選を図るなどの措置がとられた例があるが、1990年代にこれも連邦裁判所によって禁止されている。
このように、複数の特定エリアを一つの選挙区に包含しようとする場合、選挙区割りは異様なものとなりがちで、各選挙区をつなぐ回廊に当たる部分が細く長くなり、ゲリマンダーの一つの典型となる。
州議会与党において自党に有利な選挙区割りをするゲリマンダーについて有権者が訴えていた訴訟（ノースカロライナ州で民主党が、メリーランド州で共和党がそれぞれ不利になっているとされた）で、2019年6月27日に連邦最高裁は「連邦最高裁の手の届かない政治的問題だ」との初判断を下し、ゲリマンダーを制限する司法判断を避けた。
選挙区割りは基本的には州議会が担っているが、一部の州では現職や元職がメンバーとならない等の措置をとって政治家の影響力をできるだけ排除した独立委員会が区割りを担っている州もある。ミシガン州のように州議会が選挙区割りを担っていたが2017年から2018年にかけて有権者が運動をして住民投票で州憲法を改正する形で独立委員会による選挙区割りを実現した例もある。

#### アメリカ連邦議会下院選挙でのゲリマンダーの例
| 選挙区                                          | 地図 | 説明 |
| ----------------------------------------------- | ---- | --- |
| 下院イリノイ州4区                               |      | シカゴを取り囲むヒスパニック系住民の多い2つの地域を州間高速道路294号で繋いだ異様な形をしている。2013年より幅は少し広くなる。 |
| 下院イリノイ州4区                               |      | シカゴを取り囲むヒスパニック系住民の多い2つの地域を州間高速道路294号で繋いだ異様な形をしている。2013年より幅は少し広くなる。 |
| 下院フロリダ州5区                               |      | |
| 下院メリーランド州3区                           |      | |
|                                                 |      | |
| 下院ノースカロライナ州4区                       |      | |
|                                                 |      | |
| 下院ノースカロライナ州12区（2003年〜2017年）    |      | アフリカ系住民を多数派にさせる区割りであったが、2017年に同州1区と共に、区割りの不公平を訴えた訴訟により解消された。 |
| 下院ノースカロライナ州12区（2003年〜2017年）    |      | アフリカ系住民を多数派にさせる区割りであったが、2017年に同州1区と共に、区割りの不公平を訴えた訴訟により解消された。 |
| 下院イリノイ州17区（2003年〜2013年）            |      | |
| 下院カリフォルニア州38区（2003年〜2013年）      |      | |
| 下院カリフォルニア州23区（2003年〜2013年）      |      | 民主党が優勢な選挙区で、海沿いで長い。 |
| 下院オハイオ州7区、12区、15区（2003年〜2013年） |      | 中央部のフランクリン郡コロンバスは民主党が優勢な都市であるが、3分割されることにより、投票ではいずれも郊外で多数票を確保できた共和党の候補者が当選。2013年にコロンバスの大部分が新しい3区に画定されてから、民主党が当選し続けた。 |
| 下院オハイオ州9区                               |      | エリー湖岸沿いの細長い選挙区 |

### 日本
衆議院では、一つの選挙区から原則3～5人を選出する中選挙区制を長らく採用してきたため、元来の意味でのゲリマンダーはほとんど発生しなかった。その理由は、第一に人口変動が生じても各選挙区の定数を増減させることによって概ね対応でき、区割りを変更する必要性が小さかったこと、第二に各選挙区の規模が大きく、概ね市区町村などの境界に従って設定されていたため、恣意的な区割りを行う余地がもともと少なかったことである。参議院の場合も、選挙区の範囲は都道府県単位の「選挙区」（1980年までは「地方区」ならびに全国一円の「全国区」（1983年以降は「比例区」）として固定されていたため、この選挙制度の運用上はゲリマンダーの危険性は存在しなかった。地方議会については、政令指定都市を除く市区町村は原則として単一選挙区とし、都道府県では原則として市・郡を基本単位として区分された選挙区で、政令指定都市は行政区を基本単位として区分された複数の選挙区から選出することになっていたため、中選挙区制時代の衆議院と同様に、元来の意味でのゲリマンダーはほとんど発生しなかった。
そのため、これまで衆議院選挙に小選挙区制を導入しようとした際に、小選挙区制度の導入そのもの、ないしはその区割りにおいて、与党に有利な制度を導入しようとしているとして、野党などを中心にゲリマンダーであると批判された。
マスコミなどは、その当時の有力者や内閣総理大臣の名の一部を冠して「トコマンダー」（田中義一内閣・床次竹二郎内務大臣）のほか、「ハトマンダー」（第3次鳩山一郎内閣）、「カクマンダー」（第2次田中角栄内閣）、「カイマンダー」（第2次海部内閣改造内閣）などと揶揄した。
日本においても、1996年の総選挙からは衆議院に小選挙区比例代表並立制が導入されている。小選挙区においては、選挙区の区割りが細分化される上に、一票の格差の拡大を防ぐために頻繁に区割り変更が必要となるため、ここにゲリマンダーの余地が生じる。このため、内閣府（2001年以前は総理府）に衆議院議員選挙区画定審議会が設置された。同審議会が法律で決められた小選挙区数に照らし合わせて行政区画、地勢、交通等の事情を総合的に考慮して合理的に行った選挙区区割り案を内閣に勧告した後で、内閣から提出された選挙区区割り案が国会で審議されることが慣例となっている。
日本では選挙区区割りが恣意的でなくても党利党略的な選挙制度についてゲリマンダーと表現されることがある。2018年には参院選制度改正において、議員総歳費抑制をすべきとする一票の格差問題の原因となっている都道府県別選挙区について抜本的な改革をすべきとする意見がある中で、自民党と公明党が「埼玉県選挙区の定数を2増」「非拘束名簿式だった比例区に4県の選挙区を2選挙区とする合区をしたためにと合区対象となったことであぶれた県を地盤に持つ候補者を確実に当選させることを意図して上位候補を特定枠として設定することを可能とした上で定数を4増」とする案が可決・成立した際には、立憲民主党の福山哲郎幹事長やメディアから「ゲリマンダー」「ジミ（自民）マンダー」だと非難された。

### 韓国
慶尚南道昌原市の城山区盤松洞が長らく飛び地のように義昌区の域内に入り込んでいた。これは1991年に旧昌原市の人口増加により昌原市選挙区を二分割した際、地元の大物政治家の黄珞周の意向により盤松洞を昌原市乙選挙区に、代わりに龍池洞を昌原市甲選挙区に編入させたというゲリマンダリングに由来すると言われる。
また、1995年に忠清北道報恩郡・永同郡を1つの選挙区とする区割り（つまり2郡の間にある沃川郡を除く飛地となる区割り）は憲法裁判所により典型的なゲリマンダリングだとされ、「違憲」と宣告された。

### マレーシア
マレーシアは選挙の競争性の高い54か国のなかで、アメリカに次いでゲリマンダリングの懸念が高い国家とされている。1957年の独立以来、民族構成のなかで最大であるマレー人の支持する統一マレー国民組織が率いる与党連合が平均56パーセントの得票率、78パーセントの議席占有率を確保し政権を維持してきたが、その政権維持手段として過大代表とともにゲリマンダリングが重視されている。1974年の憲法改正では一票の格差に関する制約が撤廃され、1984年の改正では区割り変更の間隔に関する上限が撤廃されるなど、1960年代以来ゲリマンダーを容易にするための憲法改正と選挙制度の改変が相次いで行われている。
権威主義政党が圧倒的に優位なマレーシアのゲリマンダーは、二大政党をモデルとするゲリマンダー理論の通説と異なり、支持基盤を分割して議席変換の効率化を行う一方で、野党優位の選挙区も分割・拡散させ、不確実性を増加させる事で議席に直結させないようにしている。